# Phanerotoma divergens
Phanerotoma divergens är en stekelart som beskrevs av Van Achterberg 2009. Phanerotoma divergens ingår i släktet Phanerotoma och familjen bracksteklar. Inga underarter finns listade i Catalogue of Life.